# 電気柵

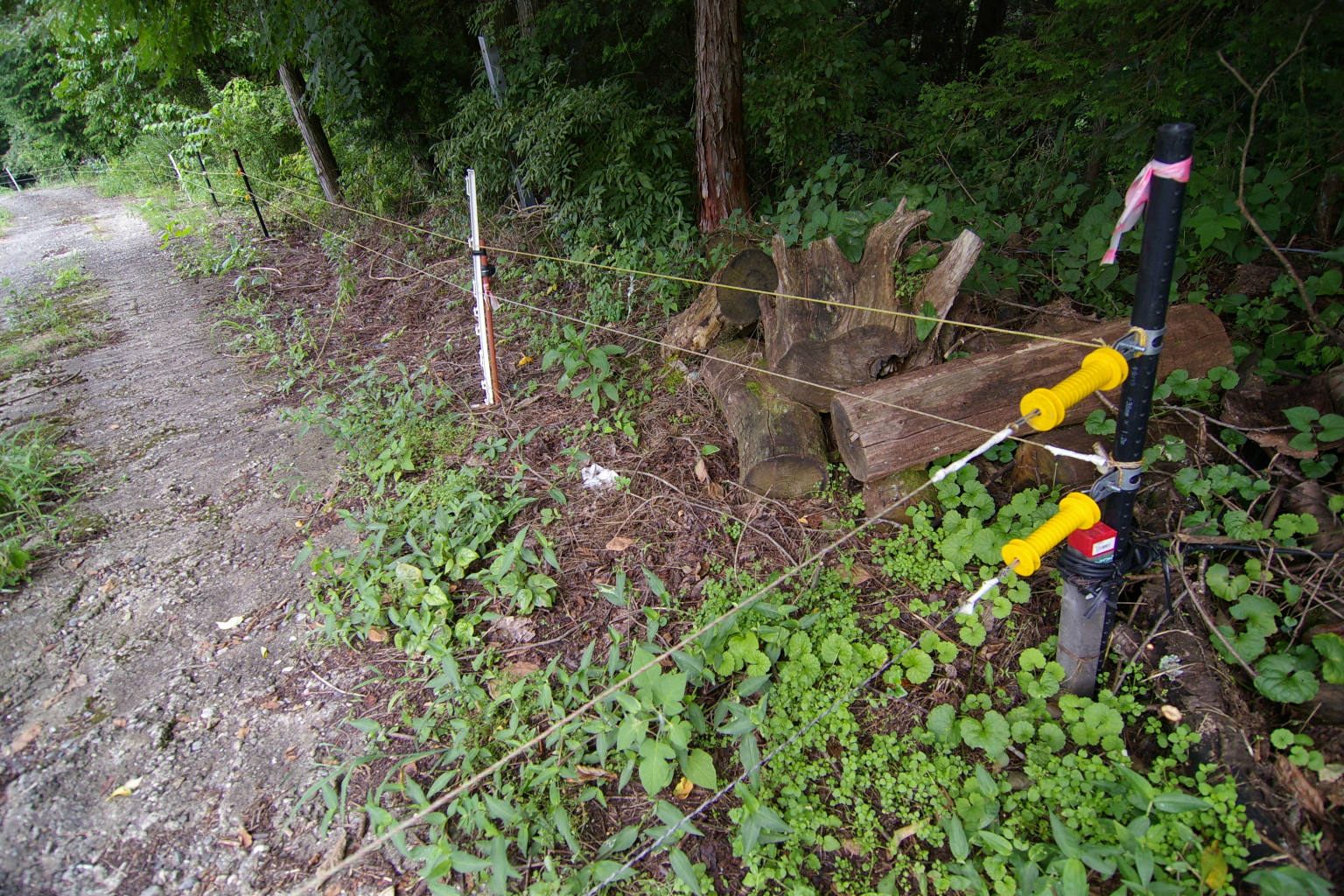
電気柵

電気柵・電柵（でんきさく・でんさく）とは、動物が触れた際に電気ショックを与える機構を付加した柵のこと。

## 構造
木製から金属製のものまでさまざま。いずれも裸電線や針金に、専用の電源装置によって感電に至らないよう制御された弱い電流が流れてショックを与えるようになっている。
設置に当たっては、電源装置を含む柵の設置費用や補修・メンテナンス費用、電気代などを考慮する必要がある。

## 目的

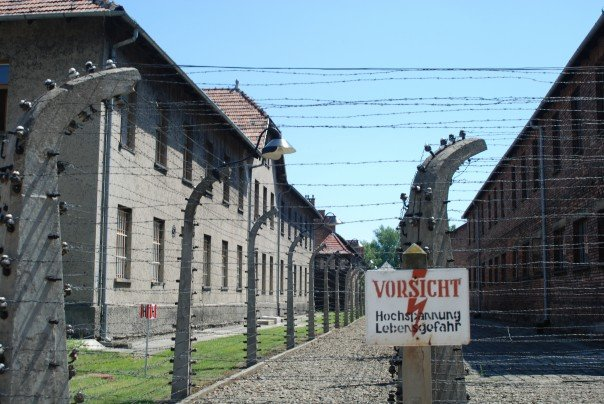
アウシュヴィッツ強制収容所に設置された有刺鉄線の電気柵

- ウシなど家畜を放牧する際に、放牧地（牧場）から逸脱しないように囲い込みの目的で使う。
- イノシシやシカなど、畑地に野生動物が侵入し荒らさないように忌避のために使う獣害防止目的。
- 動物園において、無柵放養式の生態学的展示に使用。放牧の場合同様、動物の逸脱防止。

## 効果
家畜は、電気ショックを乗り越えてまで柵外へ逸脱する必要はないので、人為的なミス、破壊や破損がない限り、ほぼ100％効果が見られる。また、大概の場合は学習効果により、自然と柵に寄りつかなくなることから、常時電流を流さなくとも済む場合がある。
野生動物は、食糧を得るために集団で柵を攻撃して破損させたり（猪など）、柵の下側の掘り抜きや柵をジャンプする（鹿など）、周囲の木から飛び降りる(猿など)など想定外の行動を見せることから、設置当初は試行錯誤を行い効果を高めていく必要がある。

## 欠点
- 大規模な牧畜などは別として、自給用の畑作物など小面積の保護対象物に対しては費用対効果が得られないことが多い。
- 定期的に柵周囲の牧草や雑草を刈り取らないと、伸びた草が柵に触れて漏電を起こし電気柵の効果が減少したり余計な電力を浪費してしまう。
- ノイズを発生させ電波障害を引き起こす場合がある。そのため、例えば米国ではアマチュア無線家などによる苦情により、改善命令や、場合によっては電気柵の使用停止注意命令が連邦通信委員会により命じられるケースも散見される。[注釈 1]

## 日本の状況

### 法規制

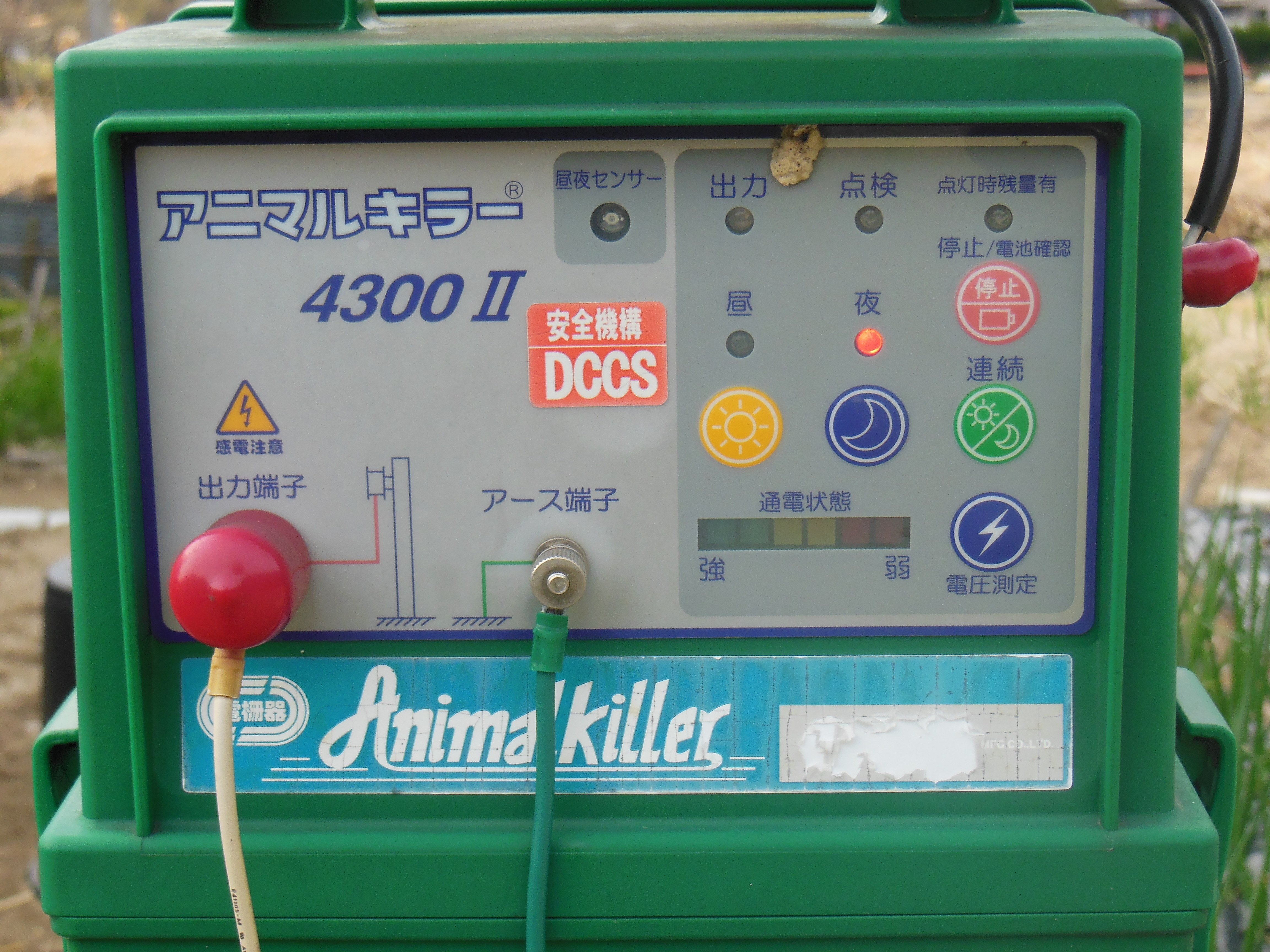

日本では、電気設備の一種として、電気事業法関連の法令等により規制されている。
電気設備に関する技術基準を定める省令では「電気さく」と表記し、「屋外において裸電線を固定して施設したさくであって、その裸電線に充電して使用するもの」と定義されている（第74条）。
また、下記の場合に限り電気さくを施設することを認めている（同条）。
- 田畑、牧場、その他これに類する場所において
- 野獣の侵入又は家畜の脱出を防止するために施設する場合であって、
- 絶縁性がないことを考慮し、感電又は火災のおそれがないように施設するとき

したがって、下記のようなものは、いずれも施設することを認められない不適切・違法な電気さくである。
- 田畑・牧場等でない場所に施設したもの
- 人間の侵入・脱出を防止するためのもの
- コンセントの100V電源をそのままつなぐなど感電・火災の危険がある構造のもの

### 事故
いずれのケースも市販の電気柵用電源装置を使用しない、自作の電気柵によるものである。
1978年10月7日、東京都大田区で会社員が自宅の池の中で感電死している姿で発見される。池の周囲には錦鯉を猫から守るため自作の電気柵（100V15A相当）が作られており、会社員が足を滑らせ池の中に落ち、その際に電線に触れたものとみられている。
2009年8月12日には南あわじ市で電灯線電源を直結した電気柵を自作した農業者が感電死する事故が発生した。
これを受け、経済産業省原子力安全・保安院および日本電気さく協議会では、パンフレットの作成や、農林水産省に対する農業者への周知依頼、技術基準解釈の改正（適切な電源装置や漏電遮断器の使用等を明記）などの対策を行っている。
2015年7月19日には静岡県西伊豆町一色の仁科川支流で、漏電した電気柵で子供を含む男女7人が感電する事故が発生し、男性2人が死亡した。この電気柵は栽培している紫陽花を鹿から守るため設置者が自作したもので、安全装置等が取り付けられていなかったほか、変圧器によって400v程度まで昇圧されていた。静岡県警は重過失致死傷の疑いで捜査していたが、身柄確保はせず、設置者はのちに自殺した。

### 補助制度
2009年度までは、電気柵の設置等の補助制度として農林水産省の鳥獣被害防止総合対策事業が存在したが、2009年の事業仕分け (行政刷新会議)（WG3）に諮られた。会議では、現行どおり2名、予算縮減2名、計上見送り1名、自治体に任せる8名の決から「重要な課題であるということは認識しつつも、国ではない」との意見が示され、2010年度からは補助金は計上されず交付金措置とされた。